# 2020 par pays en Asie
2018 par pays en Asie - 2019 par pays en Asie - 2020 par pays en Asie - 2021 par pays en Asie - 2022 par pays en Asie

## Événements

### Continent et mers asiatiques
- x

### Birmanie
- 2 juillet : catastrophe de la mine de jade de Hpakant dans l'État de Kachin.
- 8 novembre : élections législatives et élections régionales.

### Corées
- 15 avril : élections législatives en Corée du Sud.
- 16 juin : pour signifier la fin de la situation d'apaisement entre les deux Corées, la Corée du Nord fait sauter son bureau de liaison avec la Corée du Sud de la ville de Kaesong, alors que les fonctionnaires des deux pays qui y travaillaient avaient été évacués quelques jours plus tôt, l'état-major général de l'Armée populaire de Corée annonce qu'il travaille sur un « plan d'action » pour « transformer en forteresse la ligne de front »[1].
- 10 octobre : La Corée du Nord organise un rare défilé militaire nocturne avec des missiles pour marquer le 75e anniversaire du Parti des travailleurs. C’était la première parade militaire du pays depuis 2018. Un nouveau projectile intercontinental a été dévoilé à l’occasion du défilé militaire organisé à Pyongyang[2].

### Inde
- 25-26 février : des extrémistes hindouistes attaquent avec des armes à feu et de l'acide des civils musulmans de New Delhi et incendient des bâtiments leur appartenant, provoquant au moins 22 morts et 200 blessés, l'attaque est tolérée par le gouvernement indien.
- 7 mai : fuite de gaz de Visakhapatnam dans l'Andhra Pradesh.
- 20 mai : le super-cyclone Amphan de la saison cyclonique 2020 dans l'océan Indien nord, le plus puissant formé dans l'Océan Indien nord depuis le cyclone d'Orissa de 1999, frappe le Bangladesh et l'Inde[3], causant également un raz-de-marée avec des vagues jusqu'à 3 mètres de hauteur, plusieurs villages au sud de Calcutta sont détruits, au moins 84 personnes sont mortes selon les premiers bilans (dont 72 en Inde), et trois millions de personnes ont été évacuées dans la province du Bengale-Occidental[4].
- 16 juin : près de la frontière officielle, dans la zone sous administration indienne mais disputée de Ladakh, un accrochage entre les armées indienne et chinoise provoque 20 morts parmi les militaires indiens et un nombre inconnu de morts chez les soldats chinois, c'est la première fois depuis 1975 que les deux pays s'affrontent directement et qu'il y a des tirs au-dessus de cette frontière[5].
- 5 juillet : les autorités du Bihar annoncent que la foudre a tué 147 personnes en 10 jours, soit plus que le bilan annuel des années précédentes alors que ce n'est que le début de la mousson, l'hypothèse d'un nombre d'éclairs et d'impacts plus intense à cause de la hausse de température et de l'humidité de l'atmosphère en conséquence du dérèglement climatique est privilégiée[6].
- 16 juillet : l’État du Bihar (presque 140 millions d'habitants) est reconfiné pour au moins 15 jours à cause de la pandémie de Covid-19, deux jours après le reconfinement de la mégapole de Bangalore (13 millions d'habitants)[7].
- 7 août : accident meurtrier du vol Air India Express 1344 dans le Kerala.

### Indonésie
- À partir du 31 décembre 2019 : au moins 60 personnes sont tuées et 2 sont portées disparues à cause d'inondations et de glissements de terrain provoqués par celles-ci, elles-mêmes causées par des pluies torrentielles et une urbanisation chaotique, dans la région de Jakarta (Île de Java) et dans les Îles Moluques du nord[8]

### Jordanie
- 10 novembre : élections législatives.

### Kazakhstan
- 12 août : élections sénatoriales.

### Kirghizistan
- 4 octobre :  élections législatives.
- 15 octobre : après une dizaine de jours de manifestations violentes, le président Sooronbaï Jeenbekov annonce sa démission ; Sadyr Japarov devient président par intérim.

### Koweït
- 29 septembre : décès de l'émir Sabah al-Ahmad al-Jabir al-Sabah, Nawaf al-Ahmad al-Jabir al-Sabah lui succède.
- 5 décembre : élections législatives.

### Malaisie
- 1er mars : le Premier ministre Mahathir Mohamad démissionne, il est remplacé par Muhyiddin Yassin.
- 28 juillet : l'ancien Premier ministre malaisien Najib Razak est condamné à 12 ans de prison et 210 millions de ringgit (environ 42 millions d’euros) d’amende pour abus de pouvoir dans le cadre du scandale de corruption lié au fonds souverain malaisien 1MDB[9],[10].

### Maldives
- x

### Mongolie
- 24 juin : élections législatives.

### Oman
- 10 janvier : mort du sultan Qabus ibn Saïd, Haïtham ben Tariq lui succède le 11.

### Ouzbékistan
- Janvier : élections législatives (2e tour).

### Philippines
- À partir du 12 janvier : éruption du Taal dans la région du Calabarzon.
- 24 août : des attentats islamistes à Jolo tuent 14 personnes.

### Singapour
- 15 mai : à Singapour, le trafiquant d'héroïne malaisien Punithan Genasan est condamné à mort à cause de son trafic, après un procès qui s'est déroulé par visioconférence à cause de la pandémie de covid-19, il s'agit de la première fois qu'une condamnation à mort judiciaire est rendue par visioconférence[11].
- 10 juillet : élections législatives.

### Sri Lanka
- 5 août : élections législatives.

### Tadjikistan
- 1er mars : élections législatives.
- 27 mars : élections sénatoriales.
- 11 octobre : élection présidentielle.

### Taïwan
- 2 janvier : un hélicoptère Black Hawk de la force aérienne taïwanaise s'écrase à Nouveau Taipei. Il y a huit morts dont le général Shen Yi-ming (en), chef d'état-major, et cinq survivants.
- 11 janvier : élections législatives et présidentielle, Tsai Ing-wen est réélue.

### Thaïlande
- 8 février : la fusillade de Nakhon Ratchasima fait 30 morts.

### Viêt Nam
- 21 octobre : les autorités vietnamiennes annoncent qu'au moins 111 personnes sont mortes, 20 ont disparu et environ 200 000 ont dû être évacuées lors des inondations et glissements de terrain qui touchent le pays depuis les deux semaines précédentes[12].

### Yémen
- 18 janvier : attaque de la mosquée d'un camp militaire près de Marib.
- 30 décembre : un attentat à l'aéroport d'Aden fait au moins 25 morts.

#### L'année 2020 dans le reste du monde
- L'année 2020 dans le monde
- 2020 par pays en Amérique, 2020 au Brésil, 2020 au Canada, 2020 aux États-Unis, 2020 au Mexique, 2020 au Québec
- 2020 en Europe, 2020 dans l'Union européenne, 2020 en Belgique, 2020 en France, 2020 en Italie, 2020 en Suisse
- 2020 en Afrique • 2020 en Océanie
- 2020 par pays en Asie • 2020 par pays en Océanie
- 2020 aux Nations unies
- Décès en 2020